# Malthonea tigrinata
Malthonea tigrinata là một loài bọ cánh cứng trong họ Cerambycidae.